# Delage D6
La D6 era un'autovettura di fascia alta prodotta tra il 1930 e il 1954 dalla Casa automobilistica francese Delage.

## Profilo
La D6 fu introdotta per sostituire la precedente Type DM, ma vista l'ampia gamma di motorizzazioni con cui fu commercializzata, nei primi anni trenta poté anche essere considerata come una sostituta di alcune versioni della Type DR.
Realizzata in numerose carrozzerie, la D6 fu la più longeva tra le Delage, e fu l'unica a passare indenne attraverso gli orrori della Seconda guerra mondiale. Fu però anche l'unica Delage prodotta dopo la guerra e fu quindi anche l'ultima Delage prodotta, dal momento che il marchio sarebbe stato estinto nel 1954 dalla Hotchkiss.
La D6 andava a porsi a metà di una gamma che nel 1930 era composta essenzialmente da tre modelli: oltre alla D6 stessa erano infatti presenti in listino in quell'anno la DS e la D8, il top di gamma.
Le prime D6 erano costruite su due possibili varianti di telaio, differenti per la misura del passo, che poteva essere di 3149 o di 3289 mm. Erano equipaggiate da un motore a 6 cilindri da 3045 cm³, in grado di erogare una potenza massima di 72 CV a 3600 giri/min.

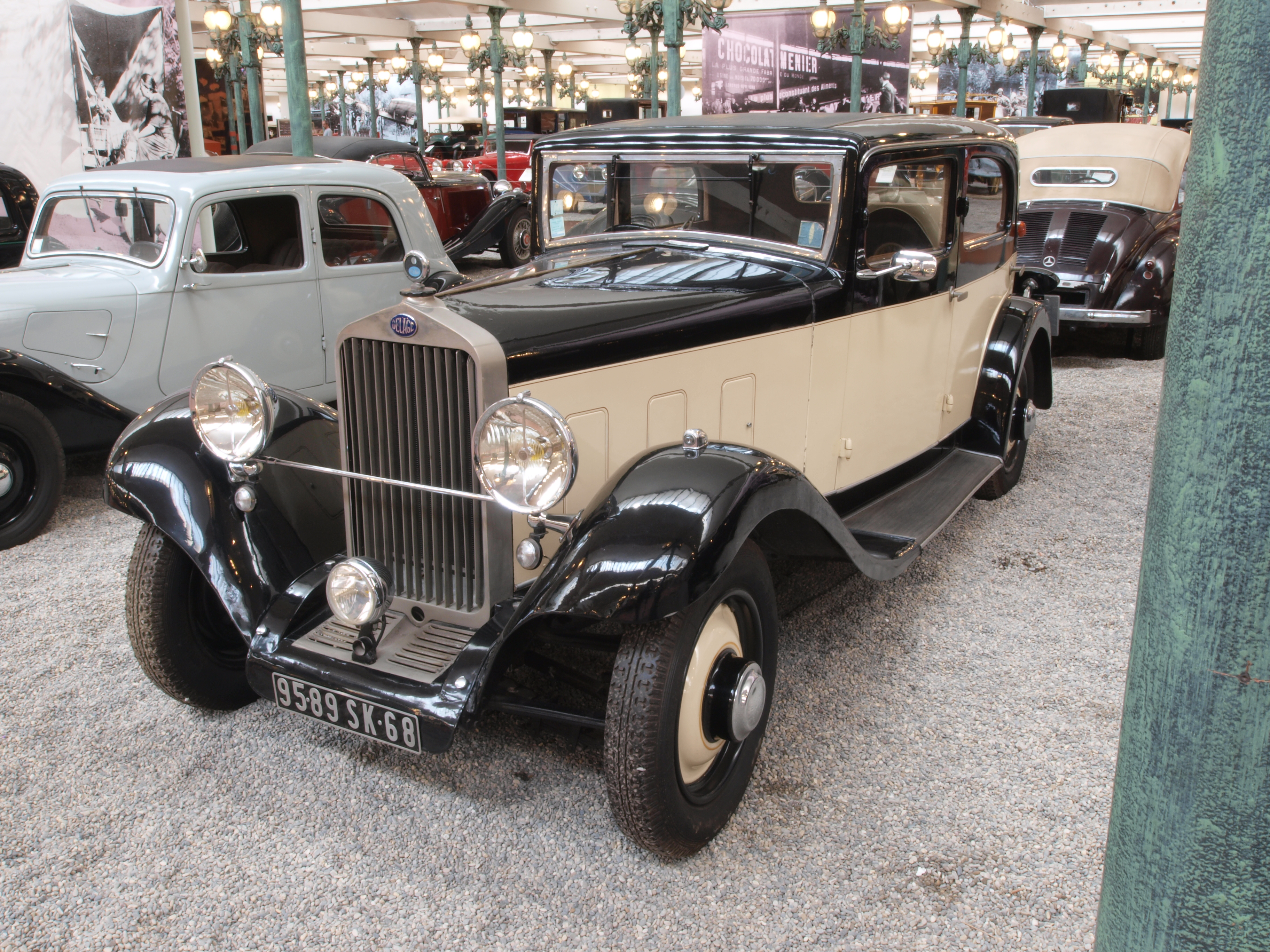
Delage D6-11

Nel 1932 la gamma si arricchì con l'arrivo di una versione economica della D6, denominata D6-11, dove il numero 11 indicava i CV fiscali. La D6 con motore da 3 litri era infatti una 17 CV per la legislazione francese. La D6 11 CV, invece, pur essendo realizzata sugli stessi due telai della "sorella maggiore", montava un 6 cilindri in linea da 2001 cm³, in grado di erogare 60 CV a 4200 giri/min, potenza che saliva leggermente (fino a 63 CV) nella versione S.
Nel 1933 le D6 con motore da 3 litri furono tolte di produzione dopo essere state prodotte in 1160 esemplari.
Proseguì invece la produzione della D6-11, che fu pensionata nel 1934. Sarebbe stata sostituita nel 1936 dalla DI 12.
Nel frattempo, il 1934 tenne a battesimo la nuova D6-65: era realizzata su un telaio da 3378 mm di passo. Era equipaggiata da un 6 cilindri in linea da 2678 cm³, in grado di erogare una potenza massima di 65 CV a 4000 giri/min.

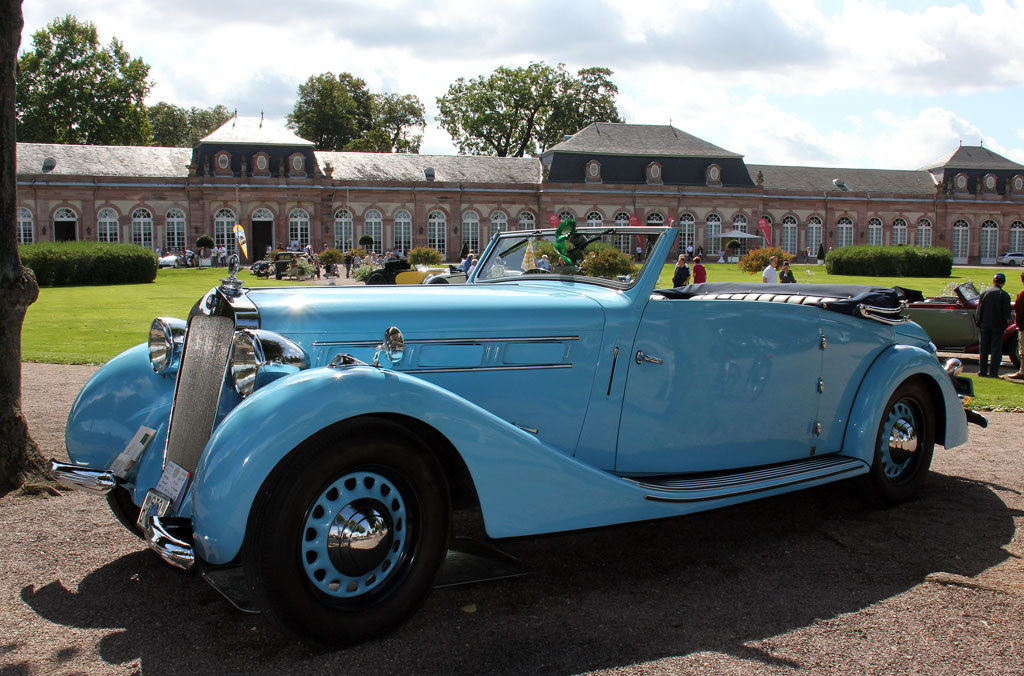
Delage D6-60

Nel 1935, la D6-65 fu già tolta di produzione per essere rimpiazzata, all'inizio dell'anno seguente, dalla D6-60. Era disponibile su un solo telaio da 3187 mm di passo. Montava un 6 cilindri da 2334 cm³, in grado di erogare 56 CV a 4200 giri/min.
Sempre nel 1936, fu introdotta una nuova versione, la D6-80, realizzata su un telaio Delahaye da 3388 mm di passo ed equipaggiata inizialmente da un 6 cilindri in linea da 3227 cm³, in grado di erogare 72 CV di potenza massima.
Nel 1937 la D6-60 ricevette un nuovo motore da 2528 cm³ di cilindrata, della potenza massima di 58 CV, solo 2 CV in più, ma a tutto vantaggio della coppia motrice. Alla fine dell'anno, la D6-60 fu tolta di produzione.
In quello stesso 1937, fu introdotta un'ulteriore versione della D6, denominata D6-70, che condivideva il telaio della D6-60, ma era equipaggiata da un 6 cilindri da 2729 cm³, in grado di erogare 68 CV di potenza massima. Su questo modello il carrozziere parigino Jean Labourdette, sperimentò la prima applicazione del sistema Vutotal che consentiva di realizzare le superfici vetrate senza montanti.
Nel 1938 la D6-80 ricevette a sua volta un motore da 3553 cm³, da 76 CV di potenza massima. Alla fine dello stesso anno, la D6-70 fu tolta di produzione, per essere sostituita all'inizio del 1939 dalla D6-75, equipaggiata da un 6 cilindri da 2798 cm³, particolarmente raffinato rispetto alla media dei motori Delage, e in grado di erogare quindi una potenza massima di 95 CV. Tale versione sarà tolta di produzione nel 1940 a causa della guerra.

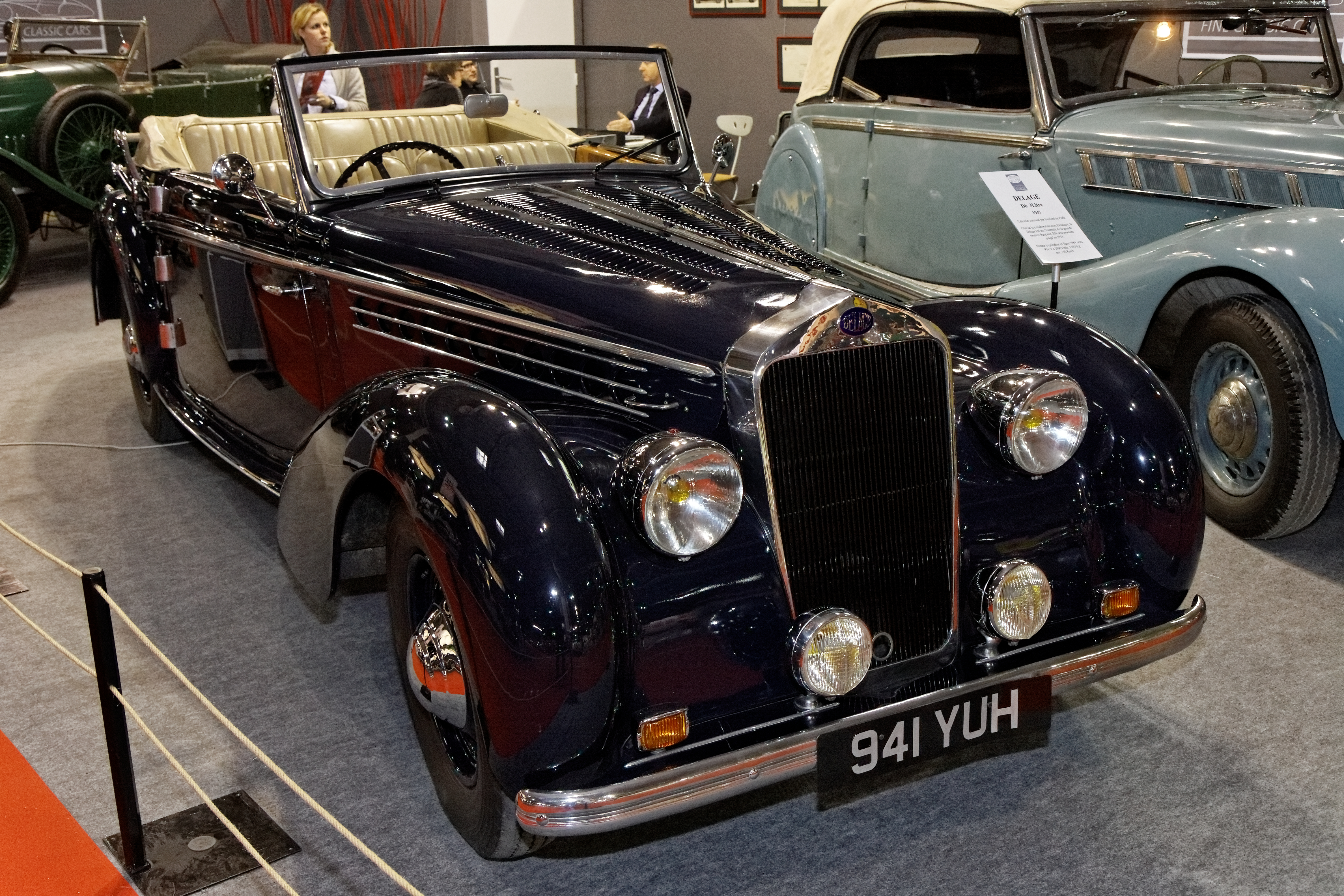
Delage D6 3 litri

Al termine del conflitto, la Delage, già nelle mani della Delahaye, rimase ulteriormente provata e non poté fare altro che riproporre solamente una nuova versione della D6 basta su telai e meccanica dei vecchi modelli d'anteguerra. Nacque così nel 1946 la D6 3 litri, che rappresentò il canto del cigno della Casa di Levallois. Era equipaggiata da un 6 cilindri da 2988 cm³, in grado di erogare 90 CV di potenza massima a 3800 giri/min. Ma fu proposta anche nella versione Olympic, introdotta nel 1948, che montava lo stesso propulsore, ma con potenza massima di 100 CV a 4500 giri/min. Quest'ultima versione fu tolta di produzione già nel 1949, mentre la versione normale continuò a essere prodotta, fino al 1954, anno di pensionamento definitivo della D6 e della chiusura della Delage stessa.